# 오스마냐 문자

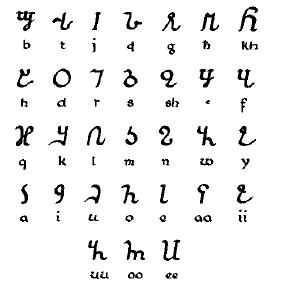
오스마냐 문자

오스마냐 문자는 술탄 호뵤의 형제인 오스만 유수프 케나디드가 1920년~1922년 소말리아어를 표기하기 위해 만든 문자이다. 개인에 의해 만들어진 문자이자, 20세기들어 만들어진 문자로는 드물게 1961년에 소말리아 정부에 의해 로마자와 함께 공식문자로 채택되었다. 그러나 1972년에 다시 로마자만이 공식문자로 선포되면서 오스마냐 문자의 사용은 사그라들었다. 오스마냐 문자는 기존 문자의 직접적인 영향을 받지 않은 몇 안되는 문자이다. 유니코드에도 들어가 있다. 소말리아어 표기에는 그 밖에 또 다른 개인문자인 보라마 문자와 아라비아 문자를 바탕으로한 와다드 서체등이 쓰였으나, 현재는 거의 로마자 사용이 대세이다.